# Мейбомієва залоза
Мейбомієві залози (також звані тарзальними залозами, очними залозами та тарзокон'юнктивальними залозами) — це сальні залози, розташовані вздовж країв повік усередині тарзальної пластинки. Вони виробляють мейбум, маслянисту речовину, яка перешкоджає випаровуванню слізної плівки ока. Мейбум не дає сльозам проливатися на щоку, затримує їх між змащеним маслом краєм і очним яблуком і робить закриті повіки герметичними. На верхній повіці таких залоз близько 25, а на нижній — 20.
Вважається, що дисфункція мейбомієвих залоз є найчастішою причиною сухості очей. Вони також є причиною заднього блефариту.

## Історія

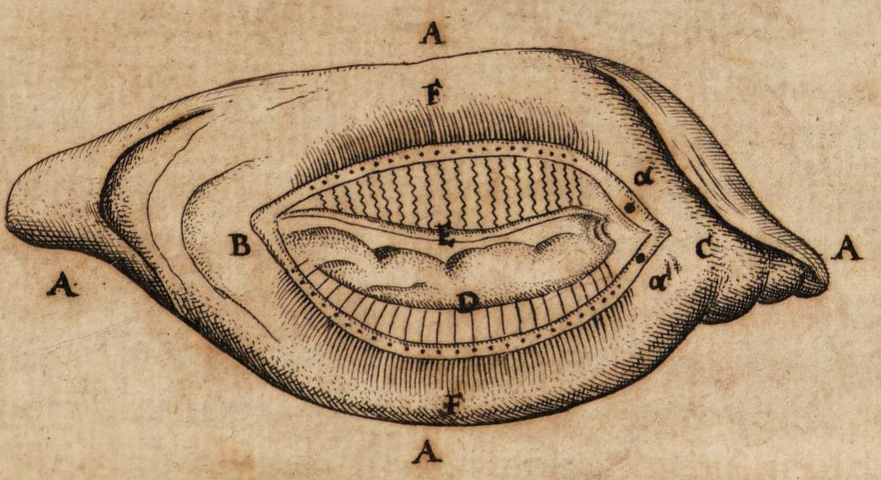
Перший малюнок мейбомієвої залози Генріха Мейбома. 1666 рік.

Залози були згадані Галеном у 200 році нашої ери і були описані більш детально Генріхом Мейбомом (1638—1700), німецьким лікарем, у його праці De Vasis Palpebrarum Novis Epistola у 1666 році. Ця робота включала малюнок з основними характеристиками залоз.

## Анатомія
Хоча верхня повіка має більшу кількість і об'єм мейбомієвих залоз, ніж нижня повіка, немає єдиної думки, чи це сприяє більшій стабільності слізної плівки. Залози не мають прямого контакту з фолікулами вій. Процес моргання вивільняє мейбум у край повік.

## Функція

### Мейбум

#### Ліпіди
Ліпіди є основними компонентами мейбума (також відомого як «секрет мейбомієвих залоз»). Термін «мейбум» спочатку був введений Nicolaides et al. в 1981 році.
Біохімічний склад мейбума надзвичайно складний і сильно відрізняється від шкірного сала. Основним компонентом людського і тваринного мейбума є ліпіди. У 2009 році було опубліковано оновлнення про склад мейбомієвої оболонки людини та про структуру різних ідентифікованих ліпідів мейбума.
В даний час найбільш чутливим і інформативним підходом до ліпідомічного аналізу мейбума є мас-спектрометрія, з прямою інфузією, або в поєднанні з рідинною хроматографією.
Ліпіди є основним компонентом ліпідного шару слізної плівки, запобігаючи швидкому випаровуванню, і вважається, що вони знижують поверхневий натяг, що допомагає стабілізувати слізну плівку.

#### Білки
У людини в секреті мейбомієвих залоз виявлено понад 90 різних білків.

## Клінічне значення

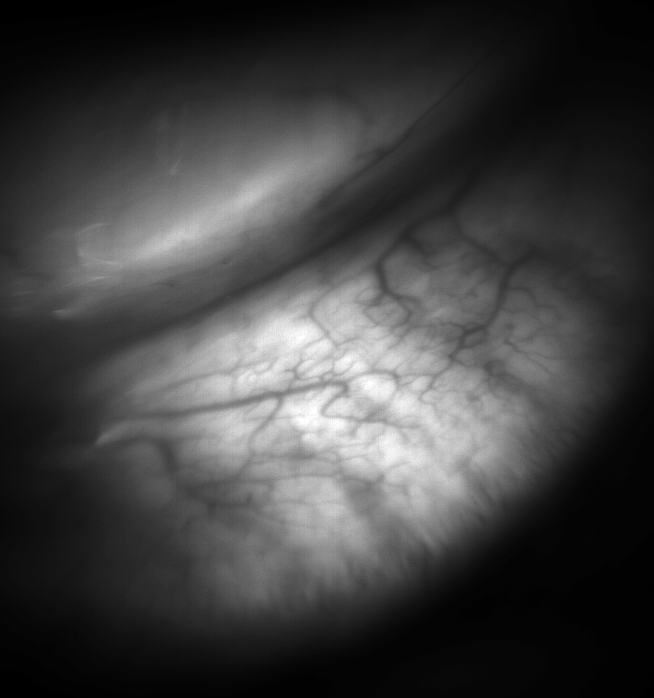
Мейбомієві залози в нижній повіці, зображені під бурштиновим світлом, щоб показати кровопостачання та структуру залози.

Дисфункція мейбомієвих залоз часто викликає сухість очей, одне з найпоширеніших захворювань очей. Вони також можуть сприяти розвитку блефариту. Запалення мейбомієвих залоз (також відоме як мейбоміт, дисфункція мейбомієвих залоз або задній блефарит) спричиняє закупорку залоз густими, каламутними або жовтими, більш непрозорими та в'язкими, схожими на маслянистий та воскоподібний секрет, що змінює нормальний прозорий секрет залоз. Крім того, що це призводить до сухості очей, накопичення секрету можуть розщеплюватися бактеріальними ліпазами, що призводить до утворення вільних жирних кислот, які подразнюють очі та іноді викликають точкову кератопатію.
Дисфункція мейбомієвої залози частіше спостерігається у жінок і вважається основною причиною сухого ока. Фактори, які сприяють дисфункції мейбомієвої залози, можуть включати такі речі, як вік людини та/або гормони або серйозне зараження кліщем Demodex brevis.
Лікування може включати теплі компреси для розрідження секрету і протирання повік комерційним засобом для чищення повік або дитячим шампунем, або спорожнення залози професіоналом. Ліфітеграст і циклоспорин — місцеві препарати, які зазвичай використовуються для контролю запалення та покращення якості олії. У деяких випадках для зменшення запалення також призначають місцеві стероїди та місцеві (краплі або мазі)/пероральні антибіотики (для зменшення інфікування краії повік). Також було показано, що лікування інтенсивним імпульсним світлом (IPL) зменшує запалення та покращує роботу залоз. Зондування мейбомієвої залози також використовується у пацієнтів, у яких спостерігається глибока закупорка залози.
Дисфункцію мейбомієвої залози можуть спричинити деякі ліки, що відпускаються за рецептом, зокрема ізотретиноїн. Заблокована мейбомієва залоза може спричинити утворення халязіону (або «мейбомієвої кісти») на повіці.